# Nejlepší léta našeho života
Nejlepší léta našeho života (angl. The Best Years of Our Lives) je dramatický film amerického režiséra Williama Wylera z roku 1946, pojednává o nelehké situaci tří veteránů druhé světové války, kteří se po letech bojů vracejí domů. V hlavních rolích hrají Dana Andrews, Harold Russell, Fredric March, Myrna Loy, Teresa Wright, Virginia Mayo a Cathy O’Donnell. Scénář podle novely MacKinlaye Kantora vytvořil Robert Sherwood. Film získal sedm Oscarů (1947),[zdroj⁠?!] dva Zlaté glóby (1947) a cenu BAFTA (1948). V roce 1948 obdržel cenu za režii i na Mezinárodním filmovém festivalu Karlovy Vary. Patří k divácky nejúspěšnějším a historicky nejnavštěvovanějším americkým filmům a pro svou nadčasovost, skvělé herecké výkony, jedinečnou černobílou hloubkovou kameru i dramatickou hudbu se řadí k umělecky nejoceňovanějším dílům Williama Wylera.

## Děj
Druhá světová válka skončila a američtí vojáci se vracejí domů. Kapitán bombardéru Fred Derry (Dana Andrews), námořník Homer Parrish (Harold Russell) a seržant Al Stephenson (Fredric March) se setkávají na letišti, kde čekají, až se pro ně najde volné místo v letadle do Boone City (fiktivní město). Ústřední téma filmu je vykořeněnost, jak nastiňuje hned úvodní scéna: kapitán Fred Derry se marně snaží sehnat místo v běžném linkovém letu. Válečný hrdina, který v leteckých bojích nad Evropou riskoval život, zjišťuje, že jeho zásluhy doma neplatí. Když parným letním dnem táhne těžké zavazadlo kolem letadla, do něhož nastupují běžní pasažéři, jako by se míjely dva paralelní světy, které se už nikdy nemohou protnout, natolik jsou zkušenosti na obou stranách neslučitelné. Nakonec se o přesun vojáků postará armáda a Fred (symbolicky na palubě bombardéru) se s Homerem a Alem vydává do rodného města.
Každý z protagonistů řeší vlastní dilema. Homer při požáru lodi přišel o obě ruce a musí se vyrovnat nejen s vlastním handicapem, ale i s tím, že pro rodiče i pro svou dívku Wilmu (Cathy O‘Donnell) bude vždy do značné míry přítěž. Zpočátku si od Wilmy drží odstup, aby jí dal šanci zasnoubení zrušit, dívka se však nedá odradit a vztah vyústí v závěrečnou svatbu, na níž se uzavírají i osudy ostatních protagonistů filmu. Homera hraje skutečný válečný veterán a scéna, kdy mu otec před spaním sundává protézy, patří k silným momentům filmu.
Al je sice jen seržant, ale v civilu pracoval jako dobře placený bankovní úředník. Doma na něj čeká dokonalá manželka (Myrna Loy) a dvě dokonalé děti, které mezitím povyrostly natolik, že je Al ani nepoznává. Následující den po návratu se mu ozve bývalý šéf a nabídne mu ještě lépe placené místo, než měl Al před válkou. Ten přijímá, ale v zaměstnání se jeho pocit vykořeněnosti, který má ve zvyku utápět v alkoholu, ještě prohlubuje. V jednu chvíli, když navzdory finančním rizikům povolí půjčku nemajetnému veteránovi a obhájí své rozhodnutí před nadřízeným, se zdá, že našel novou životní náplň, ale jde jen o epizodu. Na firemním večírku, kde má jako čestný host pronést slavnostní proslov, sice dokáže i navzdory opilosti zformovat burcující projev o budoucnosti Ameriky, ale jeho vlastní budoucnost se jeví jako více než nejistá. Přestože se díky rodině dokázal bezprostředně po návratu adaptovat nejlépe ze všech tří, nemá sílu vzdát se závislosti na alkoholu, která je podle všech známek staršího data. Při závěrečné scéně na Homerově svatbě jako by si hlavní protagonisté měnili role – zatímco Homer a Fred dostávají po překonání překážek šanci na lepší život, Al, který měl hned od začátku ideální podmínky, ztrácí pevnou půdu pod nohama.
Fred – nejvyšší vojenská šarže ze všech tří vracejících se vojáků – pochází z nejchudobnějších poměrů a jeho začlenění do běžného života se ukáže jako nejobtížnější, přestože jeho přání (najít si dobrou práci a žít spokojeně s manželkou v domku někde na předměstí) se zpočátku zdají jako lehce splnitelné samozřejmosti. Doma se setkává s otcem a nevlastní matkou a dozvídá se, že jeho manželka Marie (Virginia Mayo), s níž se oženil po krátké známosti před odjezdem do Evropy, se od nich odstěhovala a pracuje v nočním klubu. Fred se ji vydává neúspěšně hledat a v baru se opět setkává s Alem a Homerem – Homer utíká před dusivou starostlivostí rodičů, Al sám před sebou. Při té příležitosti se Fred seznámí s Alovou dcerou Peggy (Teresa Wright). Následující den se Fredovi podaří manželku zastihnout, ale vztah brzy dostává trhliny. Jakmile Marie utratí jeho peníze, ztrácí o něj zájem. Fred jako civilista jí nemá co nabídnout – chybí mu vzdělání i zázemí potřebné k tomu, aby se uchytil a vydělal peníze. Jeho válečná vyznamenání se nepočítají. Musí se tedy vrátit zpět do podřadného zaměstnání v obchodě, kam se už nikdy vrátit nechtěl, a kde mu šéfuje jeho bývalý podřízený, který si mezitím úspěšně vybudoval kariéru. Fred pochopí, že lepší život, který si vysnil, je pouhá fantazie. Začne se scházet s Peggy, která symbolizuje svět, do kterého se chtěl dostat – a do něhož paradoxně dorostl právě v armádě. Al si ovšem nepřeje, aby jeho dcera chodila s ženatým mužem, a donutí Freda, aby se s ní rozešel. Fred vzápětí přijde i o špatně placenou práci a dozvídá se, že manželka ho celou dobu podváděla. Rozhodne se odjet co nejdál od Boone City a začít znovu. Na letišti prochází kolem dlouhých řad vyřazených vojenských letadel a nabízí se mu hořká paralela mezi nyní bezcennými stroji a jeho vlastním životem. Fred se však v mezní situaci nezlomí, podaří se mu obrátit karty, najde si novou práci a při závěrečné scéně Homerovy svatby získá zpět i Peggy.

## Přijetí
Nejlepší léta našeho života není v jádru válečný film, jde v něm spíše o univerzální pocit odcizení daný mezními zážitky hlavních postav, o střet hodnot, o základní atributy lidské existence, jako je odvaha, vlastenectví, obětování, láska, koncept rodiny jako soudržné jednotky, a nikoli kolbiště různorodých zájmů, o pocit nenaplněnosti a ztráty smyslu života, o překonávání soukromých handicapů. Střídání jednotlivých epizod i přirozenost prostředí podtrhují dojem, že divák sleduje skutečné životy, nikoli filmové osudy.
Poselství filmu je stále živé, na čemž má velký podíl až dokumentární zpracování a civilní herectví. Hned po premiéře se snímek dočkal pochvalných kritik a The New York Times ho označil za mistrovské dílo. Z hraných filmů uvedených před rokem 1950 je to třetí kasovně nejúspěšnější snímek vůbec (po Gone with the Wind, 1939, a The Bells of St Marys, 1945). V roce 1989 byl vybrán komisí Knihovny Kongresu mezi prvních 25 nejhodnotnějších filmů americké kinematografie a zařadil se do fondu U. S. National Film Registry. V roce 2006 se ocitl na jedenácté příčce 100 nejinspirativnějších amerických filmů všech dob, kterou vyhlašuje Americký filmový institut.